# مبانی اتنوموزیکولوژی
مبانی اتنوموزیکولوژی عنوان کتابی از موسیقی‌دان ایرانی محمدتقی مسعودیه است. این اثر نخستین کتاب در ایران است که جامعهٔ موسیقی را با علم موزیکولوژی آشنا می‌سازد. این کتاب نخستین بار در سال ۱۳۶۵ توسط انتشارات سروش منتشر شد. کتاب مبانی اتنوموزیکولوژی، به زبان‌های انگلیسی، آلمانی و فرانسوی نیز منتشر شده‌است.

## نویسنده
محمدتقی مسعودیه (زادهٔ ۱۳۰۶ در مشهد – درگذشتهٔ ۱۳۷۷ در تهران) موسیقی‌دان و آهنگساز ایرانی بود که به او لقب «پدر اتنوموزیکولوژی ایران» داده‌اند.
محمدتقی مسعودیه از کودکی با فراگیری نواختن ویلن به موسیقی گرایش پیدا کرد. در ۱۹ سالگی موفق به دریافت دیپلم ادبی از مدرسهٔ دارالفنون تهران شد. او در سال ۱۳۲۹ مدرک کارشناسی خود را در رشته حقوق قضایی از دانشکدهٔ حقوق دانشگاه تهران و دیپلم عالی موسیقی خود را از هنرستان عالی موسیقی اخذ کرد. پس از آن به پاریس رفت و سال ۱۳۳۵ از کنسرواتوار ملی موسیقی پاریس دانشنامهٔ فوق لیسانس خود را در رشتهٔ هارمونی دریافت کرد. یک سال بعد، در مدرسهٔ عالی موسیقی لایپزیگ آلمان، در رشتهٔ آهنگسازی به تحصیلات خود ادامه داد و لیسانس آهنگسازی را دریافت کرد. 
پس از آن به آلمان سفر کرد و در سال ۱۳۴۲، دانشنامهٔ عالی، معادل مدرک دکترای آهنگسازی خود را از کنسرواتوار لایپزیگ اخذ کرد. او مدتی بعد تحصیلات خود را در دانشگاه کلن ادامه داد و رشتهٔ موزیکولوژی را نزد کارل گوستاو فلرر و اتنوموزیکولوژی را نزد ماریوس اشنیدر فراگرفت و در سال ۱۳۴۷، موفق به دریافت دانشنامهٔ دکترای تخصصی در رشتهٔ اتنوموزیکولوژی شد.
مسعودیه، رسالهٔ دکترای خود را در سال ۱۳۴۷ با عنوان «آوانویسی دستگاه شور و تجزیه و تحلیل آن» در کشور آلمان منتشر کرد و یک سال بعد، در گروه موسیقی دانشگاه تهران و پس از آن در دانشگاه هنر و دانشگاه علم و فرهنگ مشغول به تدریس شد که تا پایان عمر ادامه یافت. او برای نخستین بار بسیاری از درس‌های تخصصی مربوط به موسیقی را وارد دانشگاه‌های ایران کرد که از آن میان می‌توان به تاریخ موسیقی اروپا، هارمونی پیشرفته و پراتیک، فرم و آنالیز، سازشناسی، ارکستراسیون، ترانسکریپسیون و مباحث گوناگون اتنوموزیکولوژی اشاره کرد. برخی او را پایه‌گذار موسیقی آکادمیک در ایران می‌دانند.

## مقدمه
محمدتقی مسعودیه در بخشی از مقدمهٔ کتاب مبانی اتنوموزیکولوژی نوشته‌است:
مطالبی که در زمینهٔ موسیقی‌شناسی (موزیکولوژی) در ایران ترجمه یا تألیف شده‌اند، جز آنها که موسیقی ایران را مورد بررسی قرار می‌دهند تقریباً همگی به تاریخ موسیقی اروپا اختصاص دارند. موسیقی‌شناسی تطبیقی یا اتنوموزیکولوژی به عنوان بخشی از موسیقی‌شناسی سیستماتیک تاکنون در ایران ناشناخته باقی مانده‌است. از این رو در کتاب حاضر سعی شده‌است برای اولین بار علم اتنوموزیکولوژی در ایران معرفی گردد. آشنایی با این علم برای دانشجویان و کسانی که علاقه‌مندند دربارهٔ موسیقی ایران و سایر کشورها از جمله کشورهای خاورمیانه اسلامی تحقیق نمایند، الزامی است؛ زیرا موسیقی ایران اولاً بخشی از مبحث اتنوموزیکولوژی به‌شمار می‌آید و ثانیاً در موسیقی سایر کشورهای خاورمیانه اسلامی تأثیر متقابل داشته و با آنها قابل مقایسه است.

## محتوا
کتاب مبانی اتنوموزیکولوژی شامل ۱ مقدمه و حواشی و ۸ فصل با عنوان‌های زیر است:
فصل اول: تعریف اتنوموزیکولوژی، مباحث و قلمرو اتنوموزیکولوژی، حواشی
فصل دوم: تاریخ اتنوموزیکولوژی، مکتب برلن، آمریکا، اتریش، حواشی
فصل سوم: پیدایش یا مراحل ابتدایی موسیقی، حواشی
فصل چهارم: فونکسیون موسیقی در فرهنگ‌های غیر غربی، فرهنگ‌های بدوی، چگونگی خلق آوازها، زیبایی‌شناسی موسیقی، متون آوازها، فرهنگ‌های کهن، فرهنگ اسلام، نتیجه‌گیری، سمبولیسم سازها، حواشی
فصل پنجم: روش تحقیق، آوانویسی (ترانسکریپسیون)، خصوصیات ملودی، متر و ریتم، تمپو، علامات عرضی، موسیقی چندصدایی، زیرهم‌نویسی ملودی‌ها، فرم، توالی اصوات (مد)، طبقه‌بندی ملودی‌ها، عناوین ملودی‌ها، آوانگاری متن، تجزیه و تحلیل، رابطهٔ کلام و موسیقی، حواشی
فصل ششم: مفاهیم (ترمینولوژی)، ملودی مدل، رئالیزاسیون (عینیت) مدل، ملودی تیپ، مقام، مقام در موسیقی سنتی ترکیه، مقام در موسیقی سنتی عرب، تقسیم در بیاتی (آوانویسی ۹)، تقسیم (آوانویسی ۱۰)، بدیهه‌سرایی در موسیقی سنتی ایران، بدیهه‌سرایی در موسیقی جنوب هندوستان، آلاپانا، آلاپانا (آوانویسی ۱۱)، تانا، آلاپانا و تانا (آوانویسی ۱۲)، مدولاسیون، ساقی‌نامه (آوانویسی ۱۳)، چندصدایی (پولیفونی)، پیدایش یا مراحل بدوی موسیقی چندصدایی، فرم‌های چندصدایی رایج در موسیقی فرهنگ‌های غیر غربی، واخوان، اوستیناتو، تلاقی اصوات، تغییرات همزمان ناشی از هته‌روفونی، پاراللیسم، دیسکانتوس، هوکتوس، کانتوس فیرموس، یک‌صدایی، هته‌روفونی، دیسنانس و کونسونانس، فرم، پریود، جمله، فیگور ملودی، مد، توالی اصوات، اشل، تن، سیستم تنال، چگونگی تکامل و شکل گرفتن توالی‌های اصوات، فاصله استروکتوری، ریتم و متر، سیستم متریک - ریتمیک موسیقی سنتی عرب، سیستم متریک - ریتمیک موسیقی سنتی ترکیه، سیستم متریک - ریتمیک موسیقی ایران، تالا، میزان، تمپو، حواشی
فصل هفتم: موسیقی سنتی یا موسیقی فرهنگ‌های پیشرفته و موسیقی محلی، موسیقی محلی، بررسی موسیقی محلی، طبقه‌بندی ترانه‌های محلی، موسیقی سازی محلی، خصوصیات ردیف موسیقی سنتی ایران، چگونگی تغییرپذیری ملودی، رابطهٔ کلام و موسیقی، توصیف محتوای شعر در موسیقی، رابطهٔ عناوین گوشه‌ها با خصوصیات ملودی، فرم، فاصله استروکتوری، متعلقات، نتیجه‌گیری، کتاب‌شناسی موسیقی ایران، موسیقی سنتی، موسیقی مناطق مختلف ایران، موسیقی مذهبی، کتاب‌شناسی موسیقی ایران به زبان‌های فرانسه، انگلیسی و آلمانی، موسیقی سنتی، موسیقی مناطق مختلف ایران، موسیقی مذهبی، موسیقی سنتی عرب، قصیده، قصیده (آوانویسی ۲۲)، لیالی و موال، توشیح، توشیح ضربین (آوانویسی ۲۳)، فرم‌های موسیقی سازی، نوبه، نوبه تونسی الذیل، نوبه سنتی الجزایر، موسیقی سنتی ترکیه، شرقی (آوانویسی ۲۴)، مربع (آوانویسی ۲۵)، کار (آوانویسی ۲۶)، نقش (آوانویسی ۲۷)، یوروک سماعی (آوانویسی ۲۸)، حواشی
فصل هشتم: سازشناسی، پیدایش ساز، طبقه‌بندی (سیستماتیک) سازها، خطوط اصلی سیستماتیک هورن‌بوستل - زاکس، حواشی